# ロバート・フリッツ
ロバート・フリッツ（Robert Fritz、1943年 - ）は、アメリカ合衆国の経営コンサルタント、作曲家、映画製作者。フリッツは、30年以上にわたる研究を通じて構造力学を発展させてきた。創り出すプロセスの領域から始まった取り組みは、やがて組織、ビジネス、マネジメントの領域へと広がった。ロバート・フリッツ・インク社の創立者。ピーター・センゲ、チャーリー・キーファー、デイヴィッド・ピーター・ストローとともに、イノベーション・アソシエイツ社の共同創立者でもある。

## 人物・経歴
1970年代半ばに創り出すプロセスを個人の生産性向上のために役立てるトレーニングコースを開始。後に同コースをリードできる人材を育成するようになった。これまでにフリッツのコースを受講した人は、世界中で8万人を超えている。
フリッツによる最初の発見は、人生に長期にわたって現れる傾向を説明する「マクロ構造パターン」理論だった。パターンは人それぞれであるものの、人生に現れるパターンは一般的に2種類――前進パターンと揺り戻しパターン――に大別できることがわかった。1970年代終盤には、フリッツは2つの基本的な問いに取り組むようになった。「なぜこの2つのパターンが存在するのか」と「揺り戻しパターンを解消するには何が必要なのか」という問いである。
これらの問いへの取り組みを通じ、人間の意欲を形成する構造への探求をさらに深めていく中で、フリッツは構造コンサルティングという領域の創設に行き着いた。
著書とトレーニングを通じ、構造が人間の行動（個人として、また組織において）に与える影響に関する革命的な考え方を提唱している。
フリッツはコンサルタントとしても多くの組織が構造思考を実践できるように支援しており、顧客企業はフォーチュン500企業から多数の中規模企業、政府団体や非営利組織にまで及ぶ。組織が高いパフォーマンスを発揮し続けるために、いかに革命的な構造変化を自ら起こしていけるか――他の構造コンサルタントとともに、ロバート・フリッツ・インク社はその最前線に立っている。
フリッツが構造の研究を始めたのは、ボストン音楽院の学生として作曲を学んでいるときのことだった。後にボストンにあるニューイングランド音楽院とバークリー音楽大学で教壇に立った。
作曲科で音楽学士と音楽修士の学位を得た後、フリッツはスタジオミュージシャンとしてニューヨークとハリウッドで活動し、『プレイボーイ』誌と『ダウンビート』誌の読者投票でランク入りを果たした。また作曲家としては、ボストンのコラージュ・ニュー・ミュージックやダッチ・レディオといった団体からの委嘱を受けたほか、映画やテレビ、演劇、ＣＤのための音楽を作曲している。
フリッツは映像作家でもある。監督として、また脚本家として、映画やドキュメンタリー、ショートドラマを製作しており、その映像作品は世界各地の映画祭でこれまでに90以上の賞を受けている。

## 著作

### 書籍
・Robert Fritz (1989). Path of Least Resistance: Learning to Become the Creative Force in Your Own Life. Ballantine Books.
・—— (1993). Creating: A Practical Guide to the Creative Process and How To Use It To Create Anything. Ballantine Books.
・—— (1996). Corporate Tides:The Inescapable Laws of Organizational Structure. Berrett-Koehler.
・—— (2003). Your Life As Art. Newfane Press.
　・『Your Life as Art 自分の人生を創り出すレッスン』田村洋一訳、Evolving、2020年
・—— (2007). Elements: The Writings of Robert Fritz. Newfane Press.
・—— (2011). The Path of Least Resistance for Managers Revised and Expanded Second Edition. Berrett-Koehler.
　・『偉大な組織の最小抵抗経路 リーダーのための組織デザイン法則』田村洋一訳、Evolving、2019年

### 共著
・Robert Fritz ; Bruce Bodaken (2006). The Managerial Moment of Truth: The Essential Step in Helping People Improve Performance. Free Press.
　・『最強リーダーシップの法則――正確に原因を知れば、組織は強くなる』黒輪篤嗣訳、徳間書店、2010年
・Robert Fritz ; Wayne Scott Andersen(2011).Identity.Newfane Press
　・『自意識（アイデンティティ）と創り出す思考』田村洋一監訳、武富敏章訳、Evolving、2018年

## メディアと音楽
- Overload - 2009 feature film (written and directed by Fritz)

賞：
- ボストン国際映画祭-インディースピリット特別表彰賞
- ロサンゼルスリール映画祭-佳作
- ホノルル映画祭-映画製作の卓越性に対するアロハ賞
- ハリウッドのロサンゼルスシネマフェスティバル-ナラティブ機能の功労賞
- 栄誉コンペティション-功労賞
- ロサンゼルス映画賞-優秀賞（テレビ）、最優秀オリジナルスコア、最優秀脚本、最優秀女優賞

- 作成-カナダのテレビシリーズ（フリッツが監督および共催）
- ケルトの女性
- The Little Pinecone-オーディオCD（フリッツによるストーリーと音楽）
- エルマーズ・エクストラオーディナリー・クリスマス-オーディオCD（フリッツによるストーリーと音楽）
- トップ-オーディオCD（フリッツによるストーリーと音楽）